# Zamek w Kole
Zamek w Kole, zamek w Gozdowie – warowny zamek wzniesiony na polecenie króla Kazimierza Wielkiego po 1365 roku w okolicach miasta Koła, na terenie miejscowości Gozdów. Zamek zabezpieczał drogę prowadzącą z Wielkopolski w kierunku Łęczycy przez dolinę Warty. Budowla znajduje się na sztucznym wzniesieniu w zakolu Warty. 
Zamek królewski należący do starostwa kolskiego, pod koniec XVI wieku leżał w powiecie konińskim województwa kaliskiego.

## Architektura

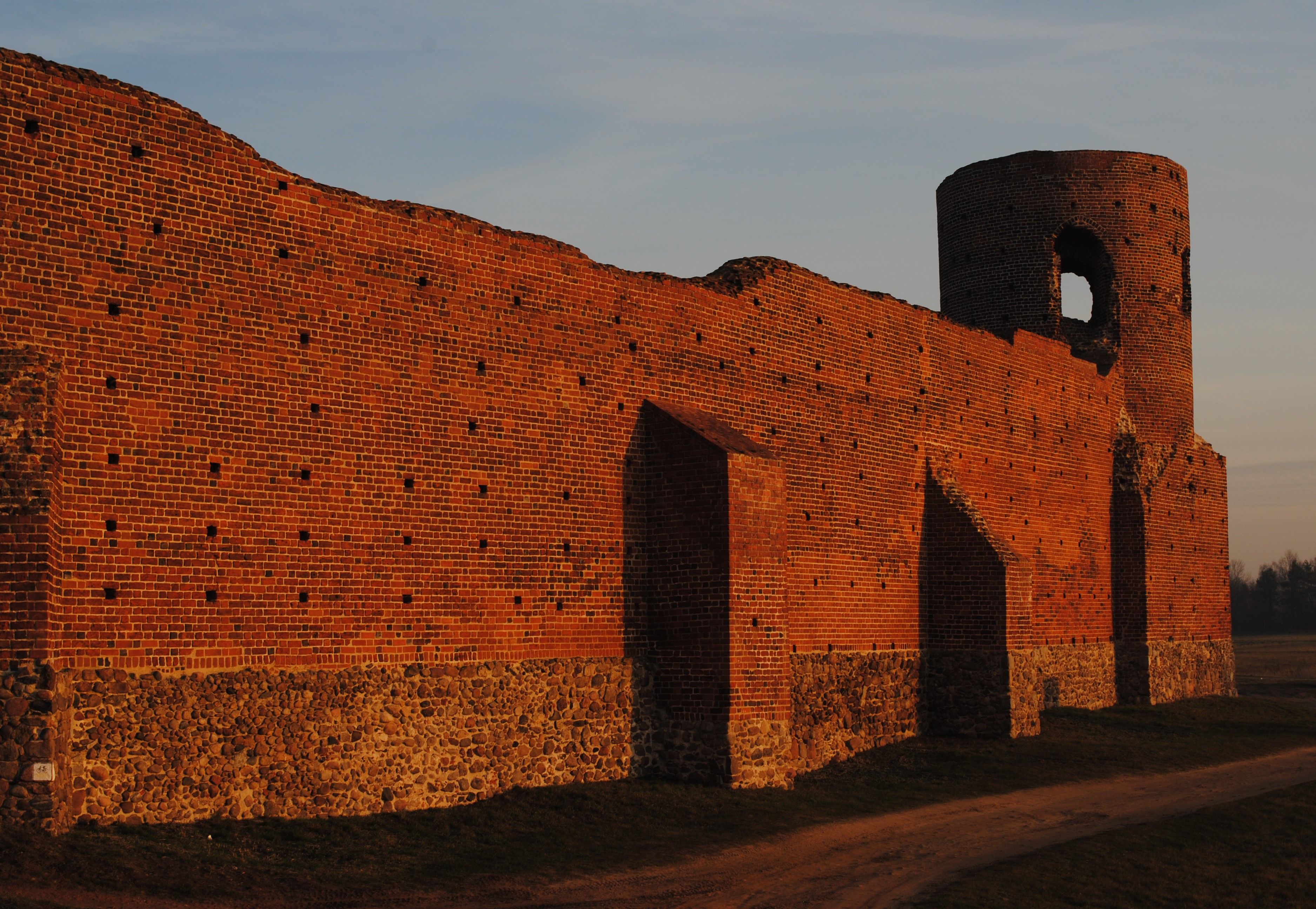
Zachodnia ściana zamku

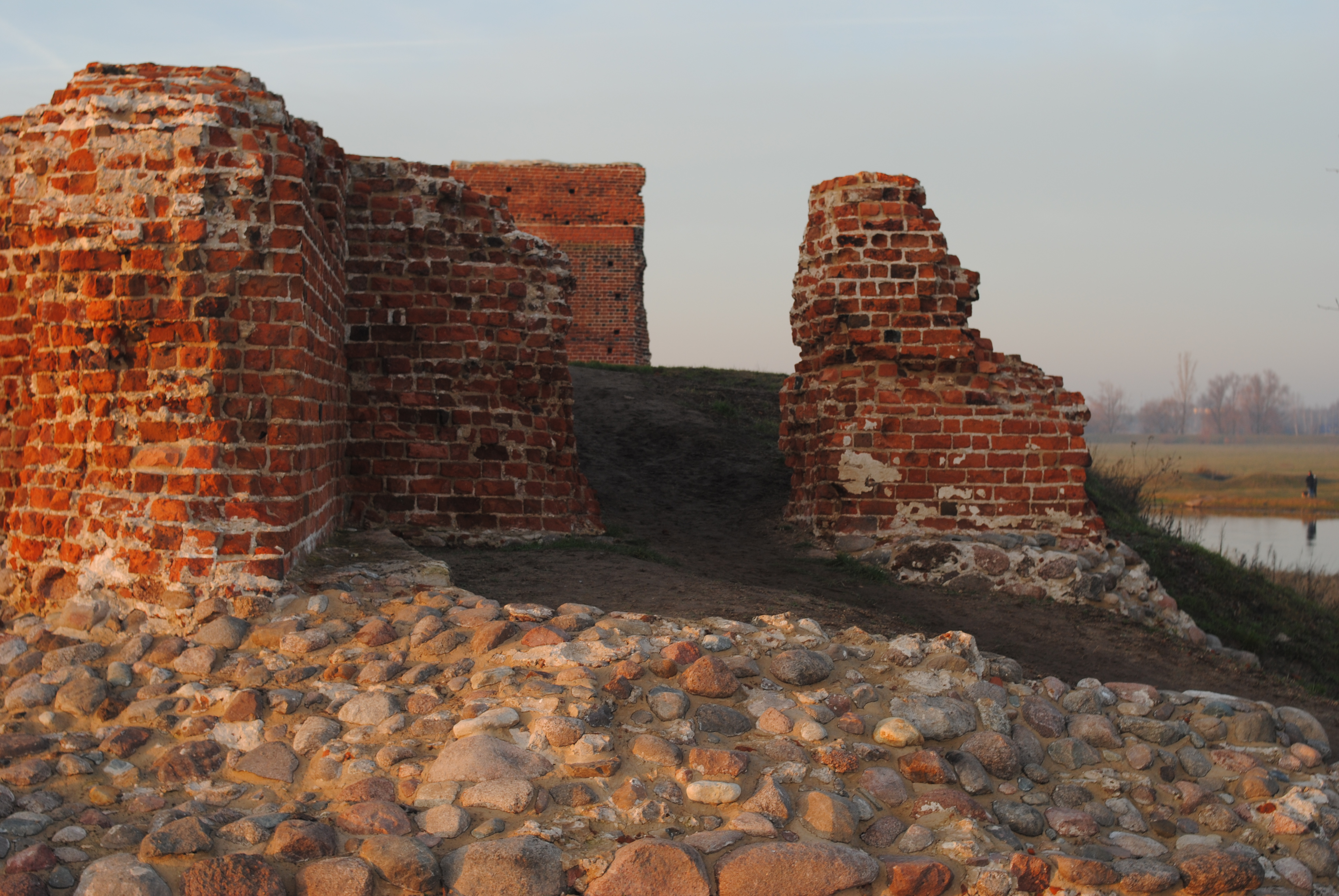
Wejście na zamek w Kole

Pierwotna stała zabudowa zamku została zniszczona w wyniku pożaru, a jej szczątków użyto do zniwelowania dzisiejszego wzgórza zamkowego. Badania archeologiczne na zamku odnalazły pozostałości osiedli z początków XIV wieku.  
Najstarszym elementem zamku była wieża-donżon, według niektórych źródeł (Poklewski-Koziełł, Baciński) ufundowana przez Władysława Łokieteka, według Tomasza Olszackiego i Piotra Laska mogła pochodzić z okresu rządów dynastii Przemyślidów. Podczas badań archeologicznych przeprowadzonych w 2019 roku na wapiennej wylewce fundamentowej wieży odnaleziono srebrny kwartnik wybity w Krakowie w latach 1367–1370, co wskazuje na to, że fundatorem zamku był Kazimierz III Wielki. Wieża miała wymiary 11,8 x 13,2 metra, ok. 11,75 x 15 metrów lub 12,10 x 15,47 metrów, a grubość muru wynosiła 2,5 metra. Z murów obwodowych wieży zamkowej zachowały się jedynie fragmenty konstrukcji piwnic, pełniących niegdyś funkcję kuchni oraz magaznu. W wieży zachowany był podział na dwa pomieszczenia o wymiarach 7,20 x 6,80 oraz 6,80 x 2,20 (lub 2,30) metrów, w mniejszym pomieszczeniu odnaleziono pozostałości studni. Do budowy wieży użyto wczesnośredniowiecznych ciosów piaskowca, co wskazuje na to, że budulec pochodził z rozbiórki lub przebudowy romańskiej budowli sakralnej, pochodzącej z XII lub XIII wieku. Według Olszackiego i Różańskiego piaskowiec mógł pochodzić z rozbiórki fragmentu kościoła św. Andrzeja w Kościelcu. Donżon miał 5 lub 6 pięter, a jego wysokość mogła wynosić około 20 metrów, od XV wieku ogrzewany był piecami kaflowymi. 
Na podstawie badań archeologicznych w latach 70. XX wieku stwierdzono, że wieża bramna oraz mury obwodowe dobudowano do wieży mieszkalnej. Mury objęły teren na planie prostokąta o wymiarach 50 x 30 metrów. Mury obwodowe wybudowano na fundamencie kamiennym, a ściany z cegieł w wiązaniu gotyckim i wendyjskim. Budowa murów, baszty głównej i budynku bramy datowana jest na przełom XIV i XV wieku lub XV wiek. Mury zdobione są zendrówkami.
Dzięki tym samym badaniom odkryto, że w XV wieku przeprowadzono intensywne prace budowlane przy wieży mieszkalnej. W południowej i zachodniej części dziedzińca nie istniała murowana zabudowa, istniały tam najprawdopodobniej tylko budynki drewniane lub szachulcowe oraz studnie. Podczas badań archeologicznych w 1979 roku na terenie dziedzińca odsłonięto 3 prostokątne półziemianki. Sam dziedziniec nie był murowany, na podzamczu odnaleziono również ślady drewnianych umocnień zabezpieczających budowlę od strony zalewowej.
We wschodnim odcinku muru umieszczono wieżę główną (basztę), zachowaną obecnie do wysokości ok. 17 metrów. Wieża ta wybudowana jest na planie kwadratu o wymiarach około 8 x 8 metrów, na wysokości około 8 metrów przechodzi w cylinder. Nie zachowały się żadne ślady po zwieńczeniu wieży. W murze wieży istniał najprawdopodobniej drewniany wykusz, prawdopodobnie pełniący funkcję latrynową. Na górne kondygnacje baszty wiedzie wejście z muru obwodowego, poprowadzone przez klatkę schodową umieszczoną w grubości muru. Przy południowo–wschodnim fragmencie muru, w odległości około 8 metrów od wieży głównej, znajdował się budynek bramny.
Najlepiej zachowany jest południowo– i północno–zachodni fragment murów zamkowych, które obecnie mają wysokość około 10 metrów. Mur północny zachowany jest tylko w partiach fundamentowych, najprawdopodobniej na skutek działań wód oraz w wyniku rozbiórki. Całość zamku otoczona była fosą.

## Historia

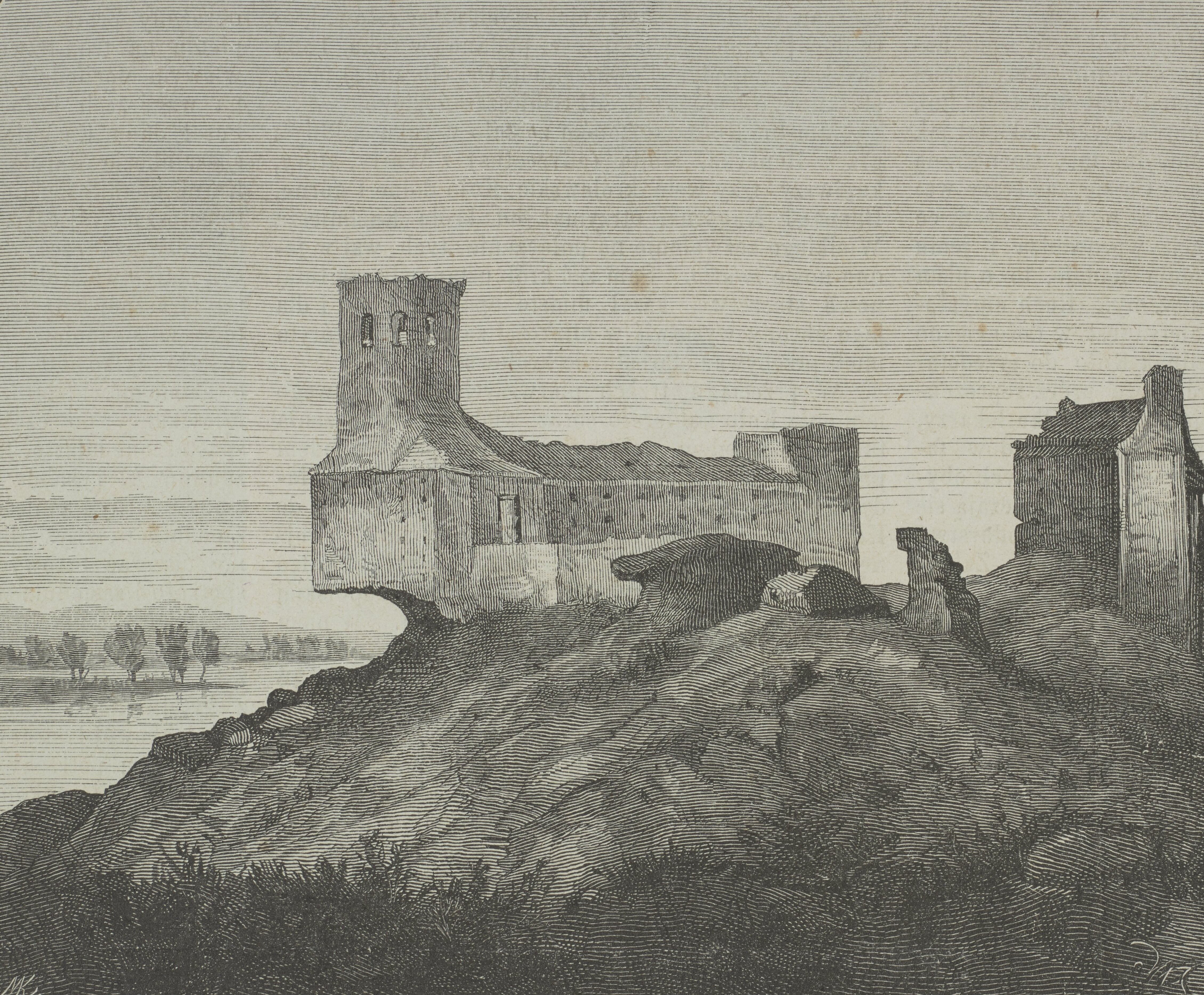
Ruiny w 1874

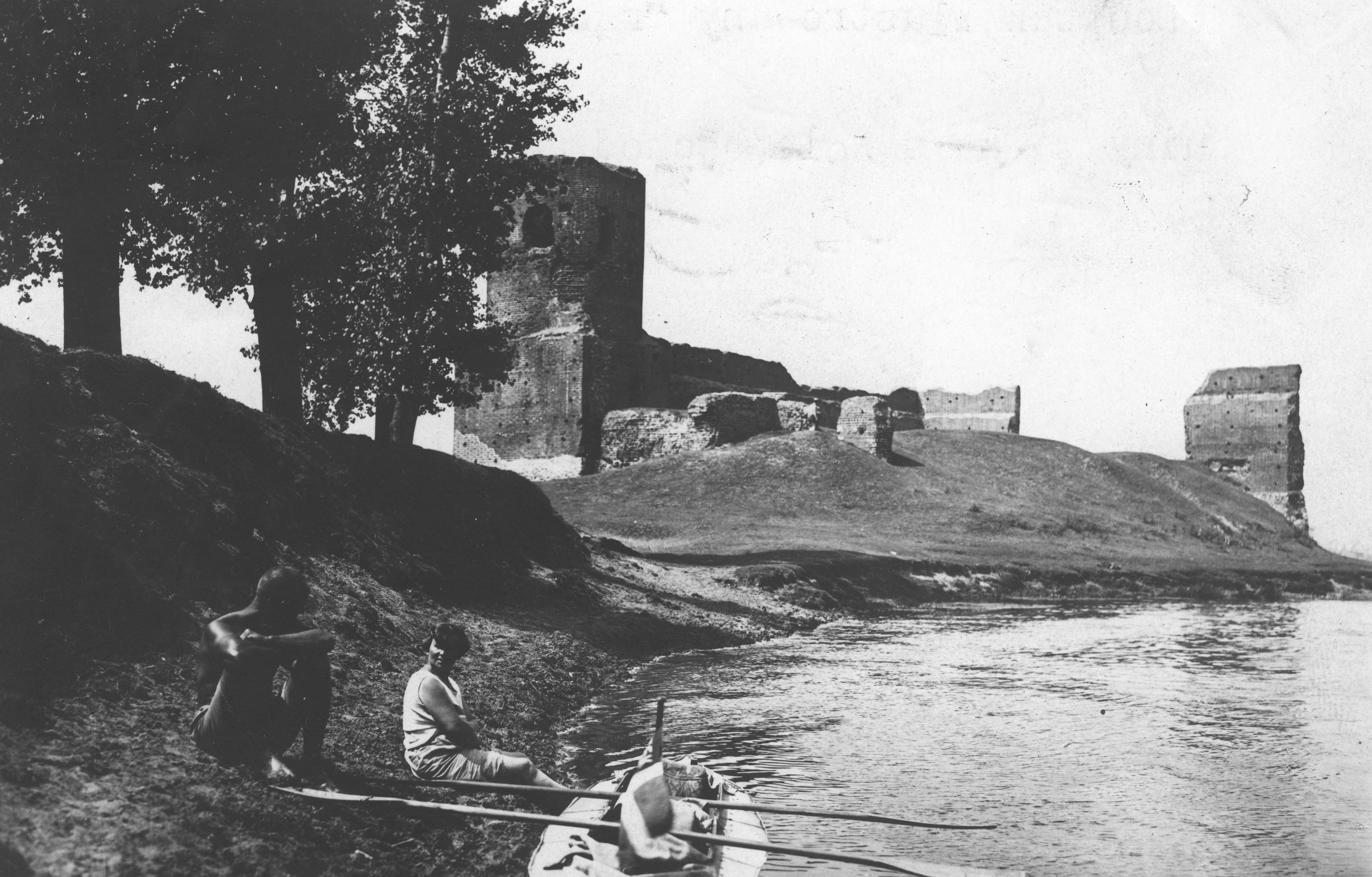
Kolski zamek w okresie międzywojennym

Budowę zamku w Kole Kazimierzowi Wielkiemu przypisał Jan Długosz w jego dziele Roczniki. Konstrukcję zamku rozpoczęto w ostatnich latach panowania Kazimierza, najprawdopodobniej jednak została ona ukończona już po jego śmierci. Najstarsza wzmianka o zamku w Kole pojawia się w Kronice Janka z Czarnkowa, według której w 1383 roku starosta Krystyn z Kozichgłów wraz z kilkoma innymi rycerzami wyruszył z kolskiego zamku plądrować dobra arcybiskupie, czyli Grzegorzew i Turek. Zamek był siedzibą starostów kolskich, a podczas ich nieobecności zajmowali go burgrabiowie. Prawdopodobnie we wczesnym etapie budowy zamku doszło do pożaru, który na jakiś czas zatrzymał postęp prac. 
Badania archeologiczne wykazały, że pierwszym obronnym elementem założenia była wieża – donżon na planie prostokąta, zbudowana z cegły na fundamentach kamiennych pochodzących z rozbiórki innego obiektu i otoczona wałem drewniano-ziemnym, którą mógł wybudować Bolesław Pobożny (według M. Żemigały), Henryk Głogowczyk, Wacław II, Władysław Łokietek (według T. Poklewskiego-Koziełła) albo, co potwierdzono podczas ostatnich badań, Kazimierz Wielki (według T. Olszackiego, J. Tomali). Razem z zamkiem w czasach Kazimierza Wielkiego został wybudowany również kościół farny Podwyższenia Krzyża Świętego. 
Na kolskim zamku wielokrotnie przebywał król Władysław Jagiełło, prawdopodobnie w wyniku tych wizyt zapoczątkowany został zwyczaj odbywania się w Kole zjazdów generalnych szlachty wielkopolskiej, które często obradowały w obecności króla.  W XV wieku na zamku przeprowadzono intensywne prace budowlane. W 1475 roku święta Bożego Narodzenia oraz styczeń 1476 roku spędzili w kolskim zamku król Kazimierz Jagiellończyk i Elżbieta Rakuszanka. Podczas ich pobytu przyjęto na zamku członków powracającego z Bawarii orszaku weselnego Jadwigi Jagiellonki, którzy przynieśli jednak ze sobą zarazę i wielu z nich zmarło w Kole, wśród nich m.in. podstoli litewski Wojciech Moniwid i rycerz Jan Czyżowski. Dla Kazimierza Jagiellończyka zamek w Kole był jedną z najważniejszych rezydencji. W kolskim zamku z Kazimierzem Jagiellończykiem mieli spotkać się przedstawiciele Związku Pruskiego.
W latach 1476–1481 zamek był siedzibą księżnej sochaczewskiej Anny, podczas jej obecności w Kole mieszkała na zamku wraz ze starostą kolskim i swoim dworem. 
W 1506 roku starosta Jarosław Sokołowski z Wrzącej przeprowadził renowację zamku. W 1513 roku na zamku przebywał król Zygmunt Stary. Do 1577 roku na zamku rezydowali starostowie kolscy, którzy opuścili go jednak na rzecz Kościelca. Po opuszczeniu zamku przez starostów zaczął on popadać w ruinę, chociaż możliwe, że przez jakiś czas był jeszcze zamieszkany. Co najmniej do drugiej połowy XVI wieku na zamku funkcjonował sąd starościński.
W 1655 roku Erik Dahlbergh określał już na swoim planie kolski zamek jako castellum destructum. Za panowania Augusta III Sasa Sejm darował ruiny zamku kolskim bernardynom, którzy użyli materiału z zamku do odbudowy zniszczonego kościoła, rozebrano wtedy najprawdopodobniej wieże mieszkalną, lecz prace zostały w końcu przerwane w związku z trudnościami w pozyskiwaniu materiału. W 1815 roku zamek wizytowany był przez Klemensa Kołaczkowskiego w celu ocenienia możliwości wykorzystania umocnień do celów militarnych.

### Badania archeologiczne i przedsięwzięcia konserwatorskie

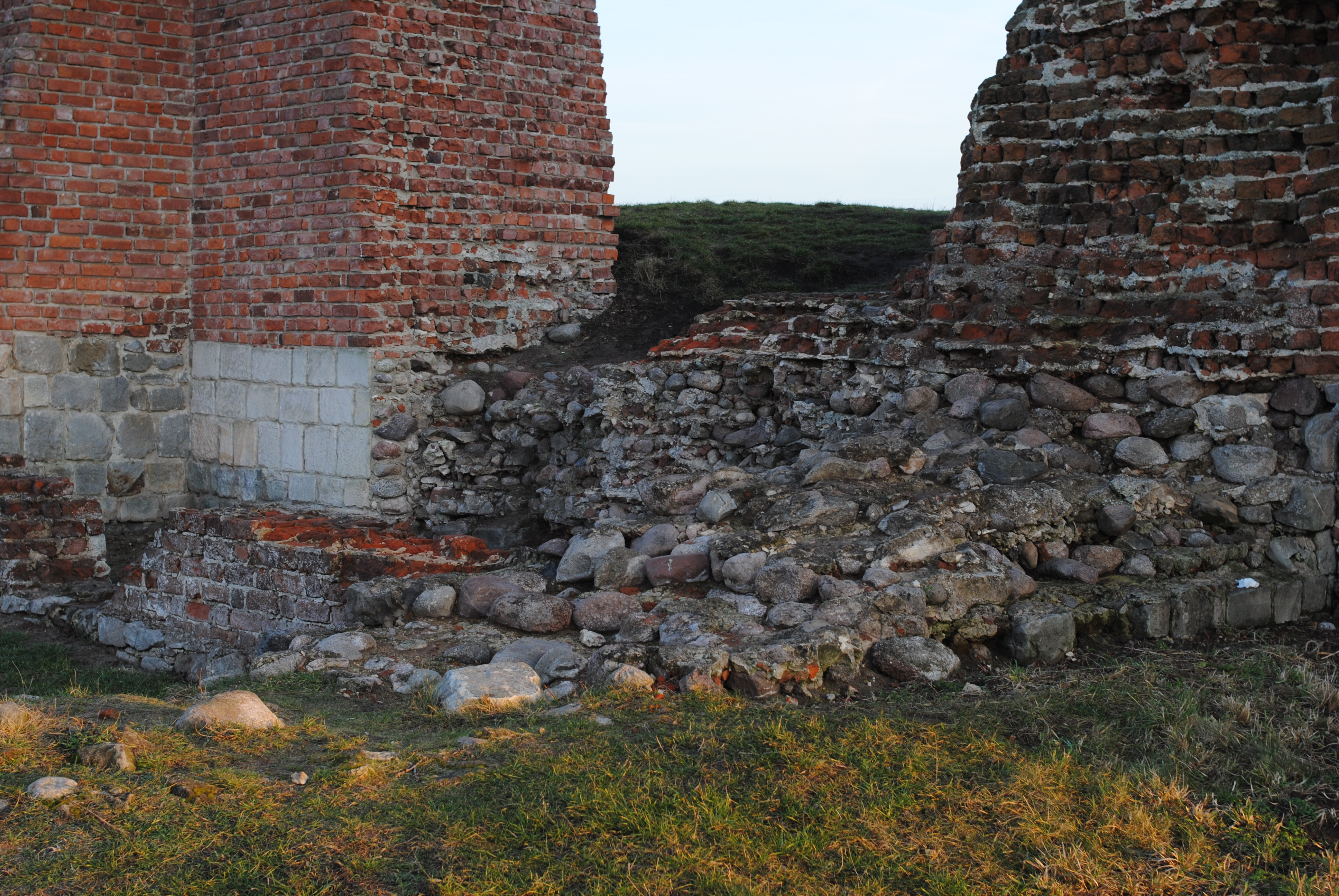
Odkryte fundamenty donżonu

Pierwszą inwentaryzację ruin kolskiego zamku przeprowadził w 1851 roku Kazimierz Stronczyński. Do czasów I wojny światowej nie przeprowadzano na zamku żadnych konserwacji, postulował o nie w tym czasie m.in. Michał Rawita Witanowski, który prosił o to m.in. hrabiego Aleksandra Cypriana von Kreutza. W okresie międzywojennym drobne prace podejmowano z inicjatywy m.in. Czesława Freudenreicha i Ignacego Ziębowicza, w tych samych latach jednak miejscowi rolnicy wybierali z ruin zamku kamień.
Ruiny zamku wpisano do rejestru zabytków 17 stycznia 1953 roku, w tym samym roku przeprowadzono na zamku inwentaryzację i wstępne badania. W tym czasie przeprowadzono również prace budowlane, których celem miało być uzupełnienie i zabezpieczenie zachowanych fragmentów murów, nie zostały one jednak przeprowadzone do końca. Na przełomie 1954 i 1955 roku zamek i wzgórze zamkowe zostały włączone do systemu wałów przeciwpowodziowych, co doprowadziło jednak do naruszenia wschodniego narożnika zamku.
W 1971 roku, po kolejnych aktach wandalizmu i wybierania kamienia na zamku, po interwencji wojewódzkiego konserwatora zabytków, ustawiono na zamku tablice informacyjne oraz naprawiono szkody wyrządzone przez wandali, prace te jednak nie zostały wykonane fachowo. W 1977 roku na zlecenie wojewódzkiego konserwatora zabytków powstała dokumentacja techniczna i inwentaryzacja fotogrametryczna zamku, zlecono wtedy też naprawę korony murów i szkarp oraz naprawę rys, pęknięć i uzupełnienie brakujących cegieł. W 1983 roku przeprowadzono inwentaryzację pomiarową wieży i zachowanym murów, a rok później również wykonanie projektu zabezpieczenia zamku. Prace w latach 1977–1983 prowadzone były przez Muzeum Okręgowe w Koninie, kierowała nimi Łucja Pawlicka-Nowak.
W trakcie prac w okresie PRLu uporządkowano ruiny, nie zabezpieczono jednak w ogóle ruin wieży mieszkalnej oraz części murów, a części prac nie wykonano do końca.
Od 2005 roku w pobliżu zamku organizowany jest Koło Bluesa Festival. W sierpniu 2019 roku studenci Wydziału Archeologii Uniwersytetu Adama Mickiewicza pod kierownictwem Artura Różańskiego i Tomasza Olszackiego prowadzili na kolskim zamku prace archeologiczne, mające być wstępem do opracowania dokumentacji i następnej rewitalizacji ruin zamku. W połowie czerwca 2020 roku archeolodzy z Uniwersytetu Kardynała Stefana Wyszyńskiego w Warszawie rozpoczęli na zamku badania geofizyczne. W sierpniu tego samego roku rozpoczęto konserwację fragmentu północnego muru zamku.
Podczas wykopalisk w październiku 2020 roku na zamku odnaleziono m.in. fragmenty ceramiki, metali i kości oraz przedmioty wykonane ze złota. Znaleziono również złoty pierścień datowany na II połowę XIV wieku. Odkryto także fundamenty i fragmenty piwnic dawnego donżonu.